# Espaço Rap 8
Espaço Rap 8 é a oitava edição da coletânea musical de rap Espaço Rap, produzida por vários artistas do gênero. Foi lançada em 2003 e contém 13 faixas.

## Faixas
1. Na Dor de uma Lágrima - Expressão Ativa
2. Favela Sinistra - Trilha Sonora do Gueto
3. Eu Não Pedi para Nascer - Facção Central
4. Vai na Fé - DBS e a Quadrilha
5. O Começo do Fim - Vírus
6. Pirituba Parte 2 - RZO
7. Rap é Compromisso - Sabotage
8. Som do Inferno (Ao vivo) - Detentos do Rap
9. Mais Cruel do que Nunca - Realidade Cruel
10. 10 Anos Perdidos Parte 2 (A Procura da Liberdade) - Condenação Brutal
11. Apocalipse 2000 - Conexão do Morro
12. Us Herói Não Morrem - Alvos da Lei
13. Filhos do Clarão - Combinação Lethal